# بیل هولدن (بازیکن فوتبال)
بیل هولدن (انگلیسی: Bill Holden; ۱ آوریل ۱۹۲۸ – ۲۶ ژانویهٔ ۲۰۱۱) بازیکن فوتبال اهل بریتانیا بود.
از باشگاه‌هایی که در آن بازی کرده‌است می‌توان به باشگاه فوتبال استوک‌پورت کانتی، باشگاه فوتبال بری، باشگاه فوتبال برنلی، و باشگاه فوتبال ساندرلند اشاره کرد.